# Malia grata
El timalí malia (Malia grata) es una especie de ave paseriforme de la familia Locustellidae endémica de la isla de Célebes (Indonesia). 

## Taxonomía
Es la única especie el género Malia. La taxonomía de esta especie ha sido complicada. Ha sído clasificada en la familia Timaliidae, y también en Pycnonotidae.
Pero en la actualidad se considera que pertenece a la familia Locustellidae.
Se reconocen tres subespecies:
- M. g. recondita -	Bosques de montaña del norte de Célebes.
- M. g. stresemanni - Sureste y centro de Célebes.
- M. g. grata - Sur de Célebes (monte Lompobattang).